# Railrem

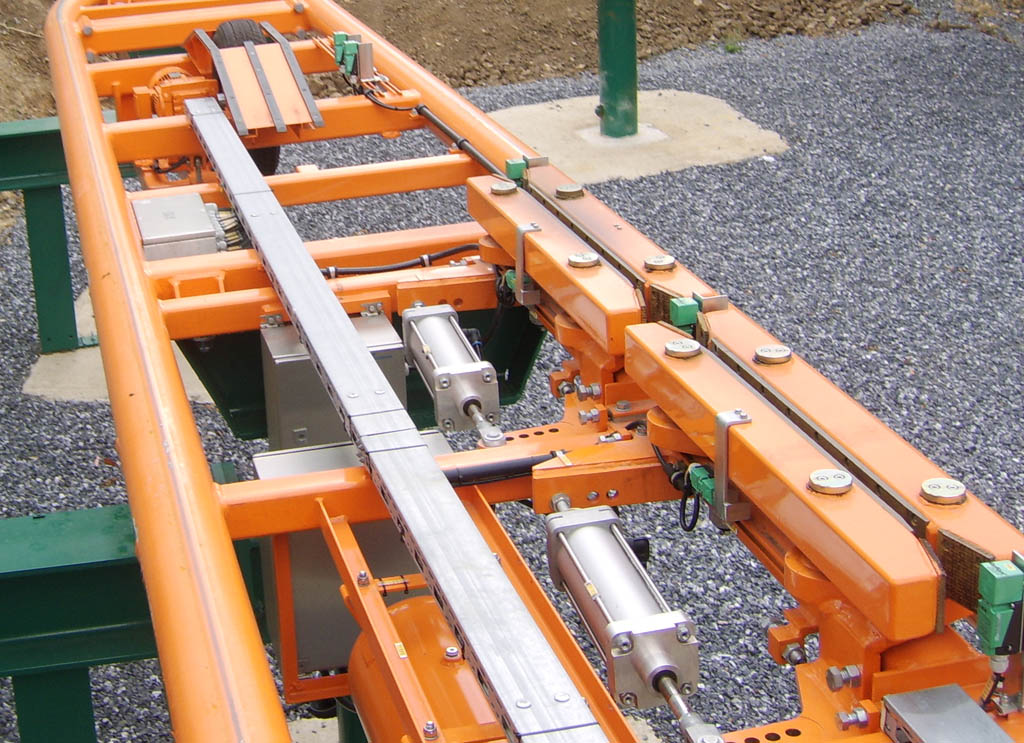
Railremmen in een achtbaan

Railremmen zijn remmen die er in achtbanen en op rangeerterreinen voor zorgen dat karretjes of wagons niet te snel rijden.

## Achtbanen
In achtbanen zitten railremmen meestal in het midden tussen de rails, In dat geval drukken ze tegen een (metalen) strip die aan de onderkant van een karretje is bevestigd, het komt ook voor dat bij achtbanen remmen worden gebruikt die tegen de rails aandrukken (zie foto).

## Rangeerterreinen
Op rangeerterreinen worden railremmen gebruikt tijdens het heuvelen, hierbij rijden wagons zonder locomotief van een heuvel af richting een verdeel-/opstelspoor. De railremmen en berekeningen met betrekking tot de rolweerstand zorgen er vervolgens voor dat de wagons op de goede plaats stil komen te staan. Deze methode wordt onder andere op rangeerterrein Kijfhoek gebruikt met 43 verdeel-/opstelsporen.